# FF Aquilae
FF Aquilae è una stella supergigante bianco-gialla di magnitudine 5,31 situata nella costellazione dell'Aquila. Dista 2471 anni luce dal sistema solare.

## Osservazione
Si tratta di una stella situata nell'emisfero celeste boreale; grazie alla sua posizione non fortemente boreale, può essere osservata dalla gran parte delle regioni della Terra, sebbene gli osservatori dell'emisfero nord siano più avvantaggiati. Nei pressi del circolo polare artico appare circumpolare, mentre resta sempre invisibile solo in prossimità dell'Antartide. La sua magnitudine pari a 5,3 fa sì che possa essere scorta solo con un cielo sufficientemente libero dagli effetti dell'inquinamento luminoso.
Il periodo migliore per la sua osservazione nel cielo serale ricade nei mesi compresi fra fine giugno e novembre; da entrambi gli emisferi il periodo di visibilità rimane indicativamente lo stesso, grazie alla posizione della stella non lontana dall'equatore celeste.

## Caratteristiche fisiche
La stella è una supergigante bianco-gialla classificata come variabile cefeide; possiede una magnitudine assoluta di −4,09 e la sua velocità radiale negativa indica che la stella si sta avvicinando al sistema solare.